# Лаутаро Джанетті
Лаута́ро Джане́тті (ісп. Lautaro Gianetti, нар. 13 листопада 1993) — аргентинський футболіст, захисник італійського клубу «Удінезе».
Виступав, зокрема, за олімпійську збірну Аргентини.
Чемпіон Аргентини. 

## Клубна кар'єра
Вихованець футбольної школи клубу «Велес Сарсфілд». Дорослу футбольну кар'єру розпочав 2015 року в основній команді того ж клубу, кольори якої захищає й донині.
У січні 2024 року Джанетті перейшов до італійського «Удінезе», з яким підписав контракт на півтора року. Першу гру в новій команді футболіст провів 3 лютого, коли вийшов на поле з перших хвилин у матчі проти «Монци».

## Виступи за збірні
2013 року залучався до складу молодіжної збірної Аргентини. На молодіжному рівні зіграв у 3 офіційних матчах.
2016 року захищав кольори олімпійської збірної Аргентини. У складі цієї команди провів 3 матчі. У складі збірної — учасник футбольного турніру на Олімпійських іграх 2016 року у Ріо-де-Жанейро.

## Титули і досягнення
- «Велес Сарсфілд»

Чемпіон Аргентини (1): 2012—2013
Володар Суперкубка Аргентини (1): 2013